# 奧里利亞
奧里利亞（英語：Orillia）是加拿大安大略省中部一座城市，坐落錫姆科湖和庫奇青湖（Lake Couchiching）之間，離省府多倫多以北約135公里，巴里東北約38公里。奧里利亞全境座落錫姆科縣以內，但行政事務上從該縣獨立管理。據2011年加拿大人口普查所示，奧里利亞市內人口為30586人，都會區人口則為40731人。
奧里利亞名稱的確實來源無從稽考，但最有可能的解釋是來自西班牙語的，意即河岸或湖岸；此名稱於1820年左右開始記載在官方文獻内。歐裔殖民於19世紀相繼遷至此處，而奧里利亞則於1867年正式建制為村，1875年改設鎮，再於1969年改制為市。安大略省警察局的總部於1995年遷至奧里利亞。
市內的主要幹道為安大略11號公路：此公路從西面繞過奧里利亞市中心，在市內的路段達致高速公路資格，向北通往安省北部，南端則在巴里駁上400號公路。12號公路（橫加公路）則呈東西走向貫穿奧里利亞市，部分路段與11號公路共構。市內的公共交通服務由市營的奧里利亞交通局營運。

## 外部連結
- （英文）City of Orillia （页面存档备份，存于）－奧里利亞市政府官方網站